# 동경 129도
동경 129도는 본초 자오선에서 동쪽으로 129도 떨어진 경선이다. 북극점에서 시작하여 북극해와 아시아, 태평양, 오스트랄라시아, 인도양, 남극해, 남극을 거쳐 남극점에 이른다.
북극점에서 남극점까지 동경 129도선은 다음 지역을 지나간다.
| 좌표                                                    | 나라, 지역, 해역       | 주석                                                                                         |
| ------------------------------------------------------- | ---------------------- | -------------------------------------------------------------------------------------------- |
| 북위 90° 0′ 동경 129° 0′  / 북위 90.000° 동경 129.000°  | 북극해                 |                                                                                              |
| 북위 77° 21′ 동경 129° 0′  / 북위 77.350° 동경 129.000° | 랍테프해               |                                                                                              |
| 북위 73° 6′ 동경 129° 0′  / 북위 73.100° 동경 129.000°  | 러시아                 |                                                                                              |
| 북위 49° 27′ 동경 129° 0′  / 북위 49.450° 동경 129.000° | 중화인민공화국         | 헤이룽장성 지린성                                                                            |
| 북위 42° 6′ 동경 129° 0′  / 북위 42.100° 동경 129.000°  | 조선민주주의인민공화국 | 량강도 함경북도 - 서쪽 경계를 따라 량강도와 함경남도를 수차례 오간다. 함경남도               |
| 북위 40° 28′ 동경 129° 0′  / 북위 40.467° 동경 129.000° | 동해                   |                                                                                              |
| 북위 37° 43′ 동경 129° 0′  / 북위 37.717° 동경 129.000° | 대한민국               | 강원특별자치도 경상북도 경상남도 울산광역시 경상남도 부산광역시                              |
| 북위 35° 4′ 동경 129° 0′  / 북위 35.067° 동경 129.000°  | 동중국해               | 대한해협 - 일본의 쓰시마섬 바로 서쪽을 지난다.                                               |
| 북위 32° 58′ 동경 129° 0′  / 북위 32.967° 동경 129.000° | 일본                   | 고토 열도의 나카도리섬, 와카도리섬, 가바섬을 지난다.                                         |
| 북위 32° 44′ 동경 129° 0′  / 북위 32.733° 동경 129.000° | 동중국해               |                                                                                              |
| 북위 28° 50′ 동경 129° 0′  / 북위 28.833° 동경 129.000° | 일본                   | 도카라 열도의 가미노네섬과 요코아테섬을 지난다.                                              |
| 북위 28° 47′ 동경 129° 0′  / 북위 28.783° 동경 129.000° | 동중국해               |                                                                                              |
| 북위 27° 48′ 동경 129° 0′  / 북위 27.800° 동경 129.000° | 일본                   | 도쿠노섬                                                                                     |
| 북위 27° 41′ 동경 129° 0′  / 북위 27.683° 동경 129.000° | 태평양                 | 인도네시아의 할마헤라섬 바로 동쪽을 지난다.                                                  |
| 북위 1° 55′ 동경 129° 0′  / 북위 1.917° 동경 129.000°   | 할마헤라해             |                                                                                              |
| 남위 1° 20′ 동경 129° 0′  / 남위 1.333° 동경 129.000°   | 스람해                 |                                                                                              |
| 남위 2° 49′ 동경 129° 0′  / 남위 2.817° 동경 129.000°   | 인도네시아             | 스람섬                                                                                       |
| 남위 3° 21′ 동경 129° 0′  / 남위 3.350° 동경 129.000°   | 반다해                 |                                                                                              |
| 남위 8° 12′ 동경 129° 0′  / 남위 8.200° 동경 129.000°   | 인도네시아             | 세르마타섬                                                                                   |
| 남위 8° 16′ 동경 129° 0′  / 남위 8.267° 동경 129.000°   | 티모르해               |                                                                                              |
| 남위 14° 52′ 동경 129° 0′  / 남위 14.867° 동경 129.000° | 오스트레일리아         | 웨스턴오스트레일리아주 / 노던 준주 경계 웨스턴오스트레일리아주 / 사우스오스트레일리아주 경계 |
| 남위 31° 41′ 동경 129° 0′  / 남위 31.683° 동경 129.000° | 인도양                 | 오스트레일리아 정부는 이 해역을 남극해의 일부로 본다.                                        |
| 남위 60° 0′ 동경 129° 0′  / 남위 60.000° 동경 129.000°  | 남극해                 |                                                                                              |
| 남위 66° 59′ 동경 129° 0′  / 남위 66.983° 동경 129.000° | 남극                   | 오스트레일리아령 남극 지역, 오스트레일리아가 영유권을 주장하고 있다.                         |

## 오스트레일리아

오스트레일리아에서 동경 129도는 웨스턴오스트레일리아주의 동쪽 경계가 된다.

오스트레일리아에서 동경 129도는 웨스턴오스트레일리아주의 동쪽 경계로, 노던 준주 및 사우스오스트레일리아주와 접한다. 노던 준주와 사우스오스트레일리아 주의 경계를 가르는 위선은 남위 26도선이다.

## 같이 보기
- 동경 128도
- 동경 130도